# Ройкрофт, Билл
Джеймс Уильям "Билл" Джордж Ройкрофт (англ. James William "Bill" George Roycroft; 17 марта 1915, Yea, Виктория — 29 мая 2011) — австралийский спортсмен-конник, чемпион летних Олимпийских игр 1960 в командном первенстве в троеборье.
Участвовал в пяти Олимпийских играх: в Риме (1960), Риме (1964), Мехико (1968), Мюнхене (1972) и Монреале (1976). Чемпион Игр в Риме-1960 в командном первенстве в троеборье. Несмотря на тяжелую травму (перелом ключицы и сотрясение мозга) он помог австралийской команде выиграть «золото». Бронзовый призер Игр 1968 и 1976 гг. в командном первенстве в троеборье.
На открытии Олимпийских игр в Сиднее в 2000 году Билл Ройкрофт был одним из восьми спортсменов, удостоенных чести пронести флаг Олимпиады На момент смерти он был старейшим олимпийцем страны. Его трое сыновей также стали спортсменами и участвовали в Олимпийских играх с отцом в одной команде.